# Station Noertzange
Station Noertzange (Luxemburgs: Gare Näerzeng) is een spoorwegstation in de plaats Noertzange in de Luxemburgse gemeente Bettembourg.
Het station ligt aan lijn 6a, (Bettembourg - Esch-sur-Alzette) en lijn 6c, (Noertzange - Rumelange-Ottange). Het wordt beheerd door de Luxemburgse vervoerder CFL.

## Treindienst
| Serie   | Treinsoort             | Route                                               | Bijzonderheden                        |
| ------- | ---------------------- | --------------------------------------------------- | ------------------------------------- |
| RE 6700 | Regional-Express (CFL) | Luxemburg – Noertzange – Esch-sur-Alzette – Rodange | Twee treinen per dag, niet op zondag. |
| RE 6900 | Regional-Express (CFL) | Luxemburg – Noertzange – Esch-sur-Alzette – Rodange | Rijdt niet op zondag.                 |
| RB 6200 | Regionalbahn (CFL)     | Noertzange – Rumelange                              | Rijdt alleen op werkdagen.            |
| RB 6300 | Regionalbahn (CFL)     | Luxemburg – Noertzange – Esch-sur-Alzette           |                                       |
| RB 6800 | Regionalbahn (CFL)     | Luxemburg – Noertzange – Esch-sur-Alzette – Rodange |                                       |

CFL Lijn 6 en 6a:
Luxemburg · Luxembourg-Howald · Howald · Fentange · Berchem · Bettembourg · Noertzange · Schifflange · Esch-sur-Alzette · Belval-Université · Belval-Lycée · Belval-Rédange · Belvaux-Soleuvre · Oberkorn · Differdange · Niederkorn · Pétange · Lamadeleine · Rodange 

CFL Lijn 6b: Bettembourg · Dudelange-Burange · Dudelange-Ville · Dudelange-Centre · Dudelange-Usines · Volmerange-les-Mines

CFL Lijn 6c: Noertzange · Kayl · Tétange · Rumelange · Rumelange-Ottange

CFL Lijn 6e: Esch-sur-Alzette · La Hoehl · Audun-le-Tiche
Zie ook: CFL Lijn 1 · CFL Lijn 2 · CFL Lijn 3 · CFL Lijn 4 · CFL Lijn 5 · CFL Lijn 7